# Trematopygus semirufus
Trematopygus semirufus là một loài tò vò trong họ Ichneumonidae.